# Sonnenfinsternis vom 1. August 2008
Die totale Sonnenfinsternis am 1. August 2008 spielte sich vorwiegend in schwach besiedelten Regionen der kanadischen und europäischen Arktis sowie Westsibiriens ab. Die Totalitätszone begann bei der nautisch berüchtigten Nordwest-Passage unweit der Siedlung Cambridge Bay und überquerte dann die Inselwelt der kanadischen Arktis, die politisch zur Region Nunavut zählt. Es gibt in dem riesigen Gebiet zwar einige Siedlungen, der Kernschatten fiel jedoch nur für etwa 1 m 37 s auf das ca. 160 Einwohner zählende Grise Fiord im Süden von Ellesmere Island sowie dessen heute unbewohnten Nachbarort Craig Harbour; Resolute Bay wurde knapp verfehlt. Einige Minuten später war die Schwarze Sonne über der kanadischen Militärbasis Alert zu sehen, um dann den unbewohnten Norden Grönlands und das Polarmeer zu passieren. Dabei berührte sie mit dem russischen Nowaja Semlja auch den äußersten Nordosten Europas, erreichte das Festland jedoch erst jenseits des Ural im asiatischen Teil Russlands.
Im ebenfalls spärlich besiedelten Nordwest-Sibirien trat um 10:21 Uhr Weltzeit bei 65° 39' nördlicher Breite und 72° 16 östlicher Länge die maximale Verfinsterung mit 2 m 27 s Dauer und 104 % Bedeckung (Mond größer als die Sonnenscheibe) ein. Etwa 25 Minuten später fiel der Kernschatten am späten Nachmittag Ortszeit für 2 m 19 s auf die Großstadt Nowosibirsk. Nachdem weitere Städte im Süden Sibiriens Zeuge des seltenen Himmelsschauspiels wurden, wanderte die Zentralzone an der Grenze zwischen Mongolei und China nach Südwesten. Gegen Abend erreichte sie die Gegend um die historische Seidenstraße und die Große Mauer, bevor die Finsternis bei Sonnenuntergang in der Region zwischen den Großstädten Xian und Zhengzhou endete.
Partiell erschien die Finsternis am 1. August 2008 im Nordwesten Kanadas, auf Grönland und Island, in Europa nördlich des Mittelmeers und in fast ganz Asien. Hohe Bedeckungsgrade mit einer merklichen Abschwächung des Tageslichts erreichte sie in großen Teilen der Arktis, in Nord- und Nordosteuropa, Sibirien, Zentralasien, Nepal, Nordindien und weiten Gebieten Chinas.

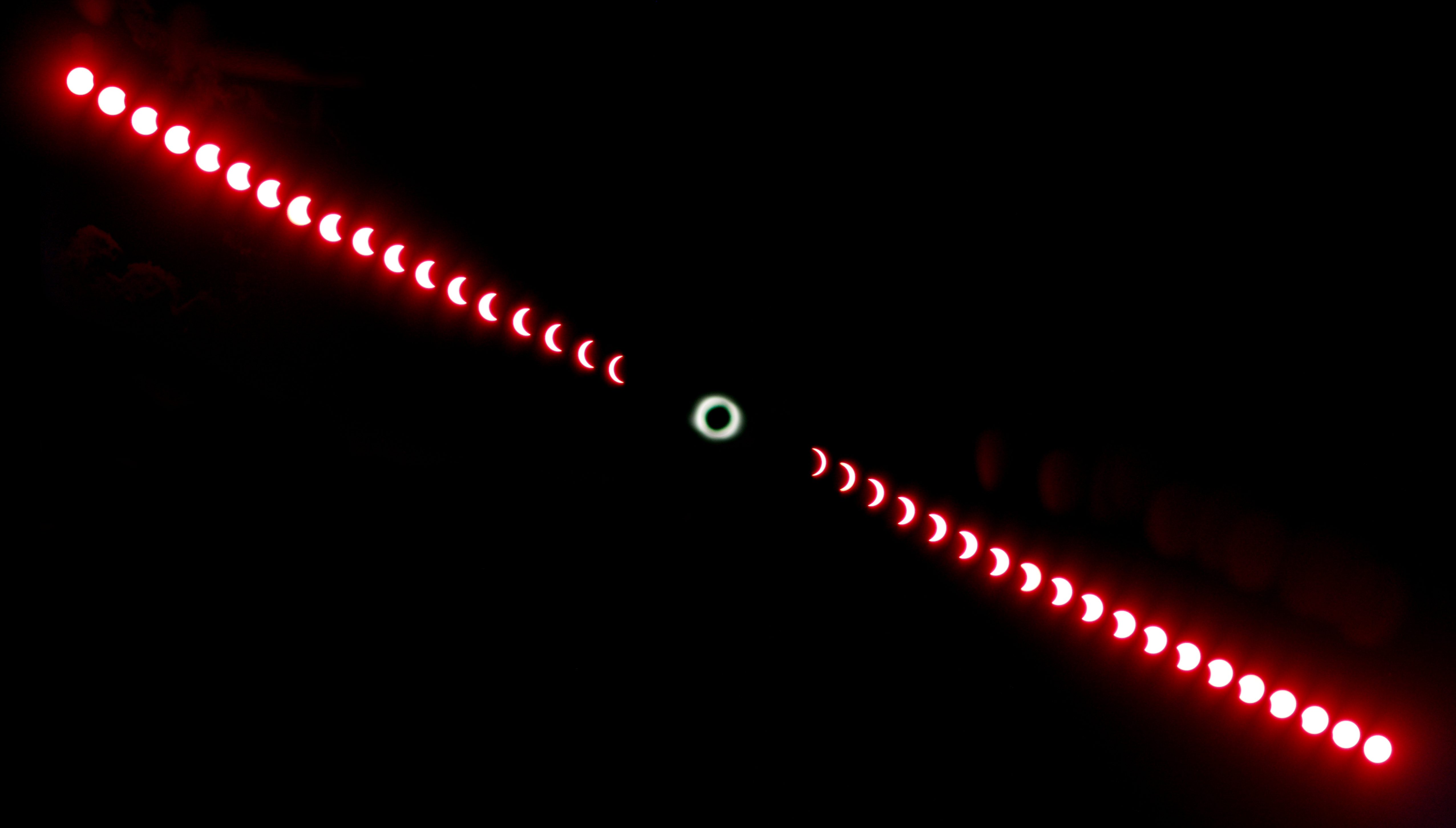
Verlauf der Sonnenfinsternis vom 1. August 2008 von Nowosibirsk aus im Abstand von jeweils drei Minuten fotografiert.

## Die Finsternis in Mitteleuropa
Die Sonnenfinsternis am 1. August 2008 war vom ganzen deutschsprachigen Raum aus lediglich als partielle Sonnenfinsternis zu sehen. Dabei wurde die Sonne an einem Ort 50 Grad nördlicher Breite und 10 Grad östlicher Länge zu maximal 10,9 % verfinstert. Im Norden war es deutlich mehr (Flensburg gut 23 %), nach Süden und Südwesten hin noch erheblich weniger (München knapp 8 %, Bern etwas über 2 %). Die genannten Bedeckungsgrade waren viel zu gering, um eine merkliche Abschwächung des Tageslichtes zu bewirken. Ohne direkte Beobachtung der Sonne (durch eine geeignete Schutzbrille oder Filterfolie oder mit dem Projektionsverfahren) war deshalb von diesem Himmelsereignis nichts zu bemerken.